# 三好寿
三好寿（みよし ひさし、1926年4月24日 - ）は、日本の海洋学者、東京水産大学名誉教授。

## 略歴
岡山県出身。東京大学大学院出身。1961年「明神礁爆発による津波の研究」で京都大学・理学博士。東京水産大学講師、助教授、教授。定年退官後、名誉教授。津波の研究で知られる。

## 著書
- 『海と人生 ピッグ・サイエンスの窓』三省堂新書 1970
- 『波・津波 海洋学への招待』(科学選書)河出書房新社, 1971
- 『海の科学散歩』(産報レジャー選書) 1973
- 『海よふたたび青く』三省堂選書 1977
- 『津波 その発生から対策まで』(イルカぶっくす) 海洋出版, 1977
- 『ハワイに住めば その風物とことば』(晴文社選書) 1979
- 『津波のはなし』(新日本新書) 新日本出版社, 1984
- 『「津波」 イルカ君との対話』青磁社, 1985.4

## 論文
- <三好寿